# Nogent-sur-Eure
Nogent-sur-Eure és un municipi francès, situat al departament de l'Eure i Loir i a la regió de Centre – Vall del Loira. L'any 2007 tenia 486 habitants.

## Demografia

### Població
El 2007 la població de fet de Nogent-sur-Eure era de 486 persones. Hi havia 182 famílies, de les quals 28 eren unipersonals (16 homes vivint sols i 12 dones vivint soles), 61 parelles sense fills, 81 parelles amb fills i 12 famílies monoparentals amb fills.
La població ha evolucionat segons el següent gràfic:
Habitants censats

### Habitatges
El 2007 hi havia 202 habitatges, 181 eren l'habitatge principal de la família, 16 eren segones residències i 5 estaven desocupats. 197 eren cases i 1 era un apartament. Dels 181 habitatges principals, 159 estaven ocupats pels seus propietaris, 19 estaven llogats i ocupats pels llogaters i 2 estaven cedits a títol gratuït; 3 tenien una cambra, 4 en tenien dues, 21 en tenien tres, 45 en tenien quatre i 108 en tenien cinc o més. 172 habitatges disposaven pel capbaix d'una plaça de pàrquing. A 60 habitatges hi havia un automòbil i a 107 n'hi havia dos o més.

### Piràmide de població
La piràmide de població per edats i sexe el 2009 era:
| Homes | Edats   | Dones |
| ----- | ------- | ----- |
| 0     | 95 o +  | 0     |
| 4     | 90 a 94 | 4     |
| 4     | 85 a 89 | 4     |
| 0     | 80 a 84 | 4     |
| 4     | 75 a 79 | 4     |
| 4     | 70 a 74 | 0     |
| 8     | 65 a 69 | 4     |
| 8     | 60 a 64 | 4     |
| 16    | 55 a 59 | 12    |
| 16    | 50 a 54 | 20    |
| 24    | 45 a 49 | 24    |
| 16    | 40 a 44 | 28    |
| 24    | 35 a 39 | 12    |
| 8     | 30 a 34 | 8     |
| 20    | 25 a 29 | 20    |
| 16    | 20 a 24 | 4     |
| 8     | 15 a 19 | 24    |
| 16    | 10 a 14 | 12    |
| 8     | 5 a 9   | 12    |
| 8     | 0 a 4   | 8     |

## Economia
El 2007 la població en edat de treballar era de 338 persones, 268 eren actives i 70 eren inactives. De les 268 persones actives 251 estaven ocupades (139 homes i 112 dones) i 17 estaven aturades (9 homes i 8 dones). De les 70 persones inactives 28 estaven jubilades, 24 estaven estudiant i 18 estaven classificades com a «altres inactius».

### Ingressos
El 2009 a Nogent-sur-Eure hi havia 188 unitats fiscals que integraven 523,5 persones, la mediana anual d'ingressos fiscals per persona era de 23.045 €.

### Activitats econòmiques
Dels 22  establiments que hi havia el 2007, 1 era d'una empresa extractiva, 1 d'una empresa alimentària, 5 d'empreses de construcció, 6 d'empreses de comerç i reparació d'automòbils, 3 d'empreses de transport, 1 d'una empresa d'informació i comunicació, 1 d'una empresa financera, 2 d'empreses immobiliàries i 2 d'empreses de serveis.
Dels 6 establiments de servei als particulars que hi havia el 2009, 1 era un guixaire pintor, 1 fusteria, 2 electricistes, 1 empresa de construcció i 1 agència immobiliària.
L'únic establiment comercial que hi havia el 2009 era una adrogueria.
L'any 2000 a Nogent-sur-Eure hi havia 9 explotacions agrícoles.

## Equipaments sanitaris i escolars
El 2009 hi havia una escola elemental.

## Poblacions més properes
El següent diagrama mostra les poblacions més properes.